# 7716 Убе
7716 Убе́ (7716 Ube) — астероїд головного поясу, відкритий 22 лютого 1996 року.
Тіссеранів параметр щодо Юпітера — 3,552.
Названо на честь міста в Японії Убе (яп. うべ(宇部)), що розташоване у південній частині префектури Ямаґуті.